# Ficção

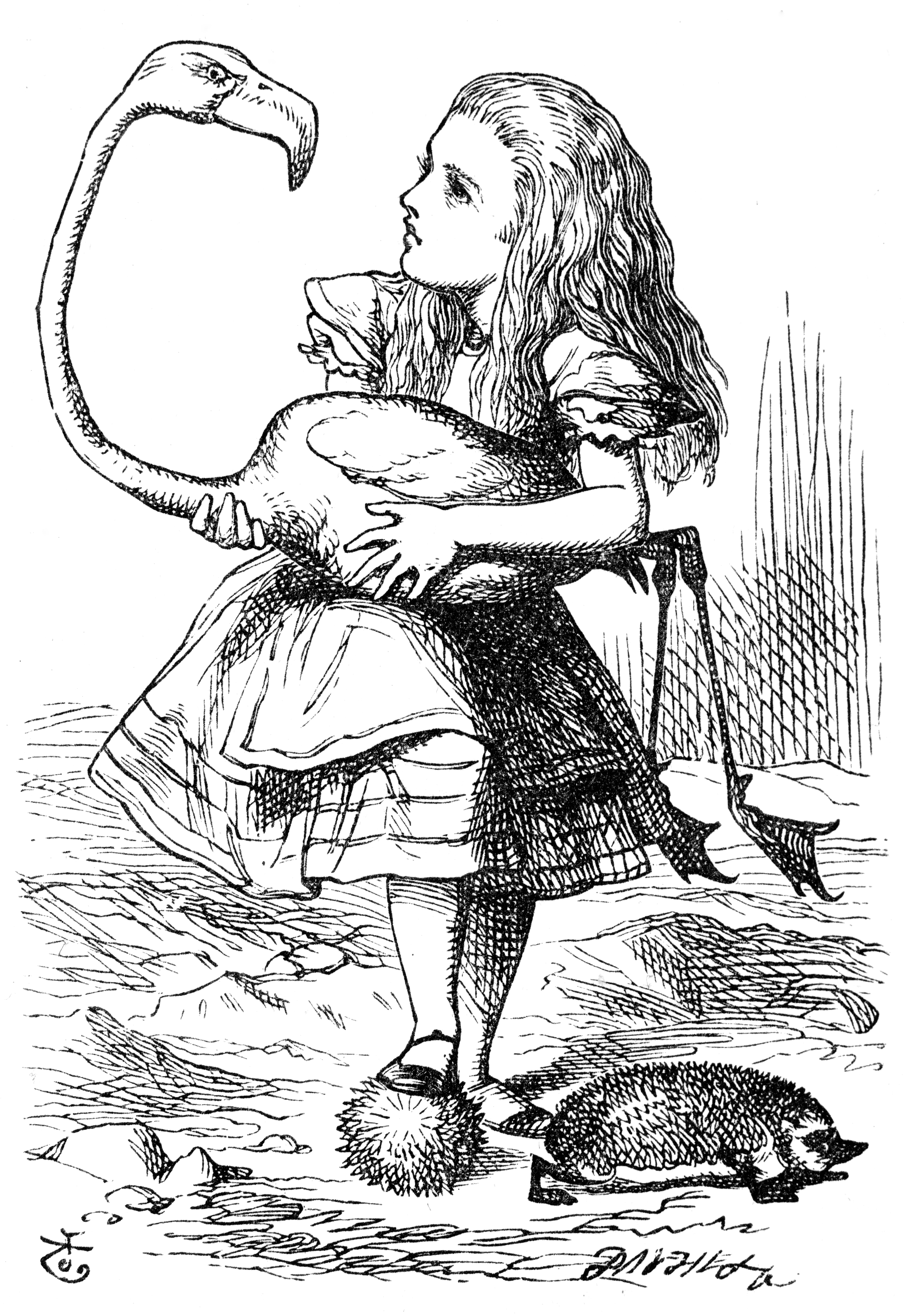
Uma ilustração do conto Alice no País das Maravilhas de Lewis Carrol (1865), representando a protagonista fictícia, Alice, jogando uma fantasiosa partida de croquet

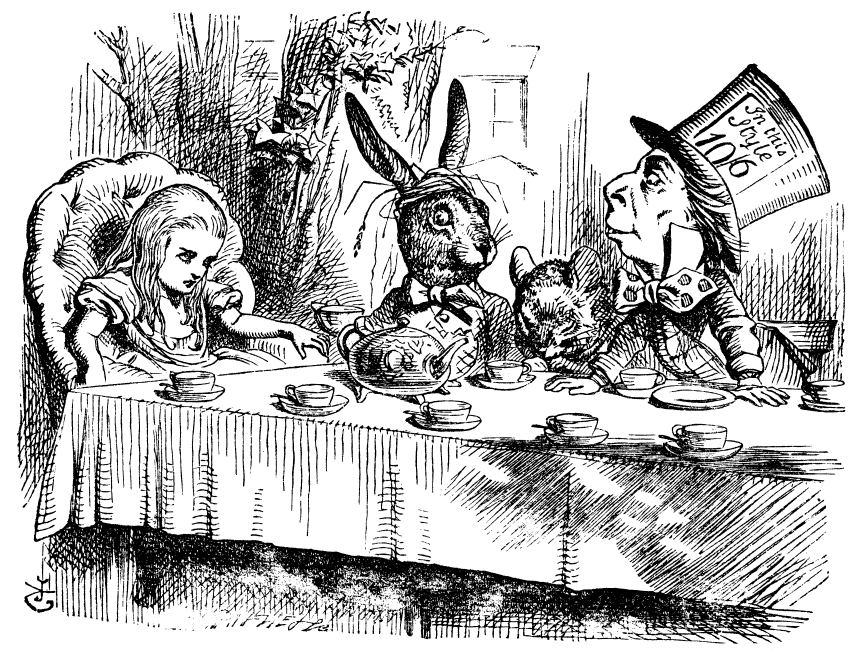
Uma ilustração do romance Alice no País das Maravilhas, de Lewis Carroll, publicado em 1865

Ficção é qualquer obra criativa, principalmente narrativa, que retrata indivíduos, eventos ou lugares de forma imaginária ou de maneiras imaginárias. Retratações ficcionais são, assim, inconsistentes com a plausibilidade, a história ou os fatos.
Num sentido tradicional e mais restrito, ficção refere-se a narrativas escritas em prosa — muitas vezes especificamente romances, novelas e contos. De forma mais ampla, no entanto, a ficção abrange narrativas imaginárias expressas em qualquer meio de comunicação, incluindo não apenas escritos, mas também apresentações teatrais, filmes, programas de televisão, radionovelas, histórias em quadrinhos, jogos de interpretação de papéis e jogos eletrônicos.

## Definição e teoria
Normalmente, a ficcionalidade de uma obra é expressa publicamente, de modo que o público espera que uma obra de ficção se afaste, em maior ou menor grau, do mundo real, em vez de apresentar apenas retratações factuais ou personagens que são pessoas reais. Por ser geralmente entendida como não aderente ao mundo real, os temas e o contexto de uma obra, como se e como ela se relaciona com questões ou eventos do mundo real, ficam abertos à interpretação.
Como o domínio mais tradicional da ficção é a literatura, o estudo amplo da natureza, função e significado da ficção é chamado de teoria literária, e a interpretação mais restrita de textos ficcionais específicos é chamada de crítica literária (com subconjuntos como crítica de cinema e crítica teatral também já consolidados). Algumas obras de ficção podem retratar personagens e eventos dentro de seu próprio contexto, totalmente separados do universo físico conhecido: um universo ficcional independente. A arte criativa de construir tal mundo imaginário é chamada de construção de mundo.
O crítico literário James Wood argumenta que "a ficção é tanto artifício quanto verossimilhança", ou seja, requer tanto invenções criativas quanto um grau aceitável de credibilidade para o público, noção frequentemente encapsulada na ideia do poeta Samuel Taylor Coleridge da suspensão voluntária da descrença. Os efeitos de se experimentar ficção e a forma como o público é transformado pelas novas informações descobertas têm sido estudados por séculos. Além disso, as infinitas possibilidades da ficção por si só sinalizam a impossibilidade de conhecer completamente a realidade, demonstrando de forma provocativa noções filosóficas, como a possível ausência de um critério absoluto para medir construções da realidade.

## Ficção e realidade

### Ficção versus não ficção
Em contraste com a ficção, criadores de não ficção assumem responsabilidade por apresentar informações (e, por vezes, opiniões) baseadas apenas na realidade histórica e factual. Apesar da visão tradicional de que ficção e não ficção são opostos, algumas obras — especialmente na era moderna — borram essa linha, como ocorre em certos gêneros de ficção experimental, autoficção ou não ficção criativa como romance de não ficção e docudrama — bem como fraudes literárias, em que obras ficcionais são comercializadas falsamente como não ficção.

### Ficção especulativa versus ficção realista
O gênero guarda-chuva da ficção especulativa caracteriza-se por um menor grau de adesão a indivíduos, eventos ou lugares realistas ou plausíveis, enquanto o da ficção realista caracteriza-se por um grau maior. Por exemplo, a ficção especulativa pode retratar um universo alternativo completamente imaginário ou um em que as leis da natureza não se aplicam estritamente (geralmente, o subgênero fantasia). Ou, retrata momentos históricos reais, mas que terminaram de forma completamente imaginária ou foram seguidos por grandes eventos novos totalmente inventados (o gênero história alternativa). Ou, ainda, apresenta tecnologia impossível ou que desafia os entendimentos ou capacidades científicas atuais (o gênero ficção científica).
Por outro lado, a ficção realista envolve uma história cujo cenário básico (tempo e local no mundo) é real e cujos eventos poderiam ocorrer plausivelmente no contexto do mundo real. Um subgênero da ficção realista é a ficção histórica, centrada em eventos e períodos reais do passado. A tentativa de tornar as histórias fiéis à realidade ou descrever detalhes mais objetivamente, e o movimento artístico do século XIX que começou a promover vigorosamente essa abordagem, é chamado de realismo literário, que incorpora obras tanto de ficção quanto de não ficção.

## História
A contação de histórias existe em todas as culturas humanas, e cada cultura incorpora diferentes elementos de verdade e ficção em suas narrativas. As primeiras ficções estavam intimamente associadas à história e ao mito. Poetas gregos como Homero, Hesíodo e Esopo desenvolveram histórias ficcionais contadas inicialmente por oralidade e, depois, por escrito. A prosa ficcional foi desenvolvida na Grécia Antiga, influenciada pelas tradições narrativas da Ásia e do Egito. Obras explicitamente ficcionais não eram reconhecidas como distintas das histórias históricas ou mitológicas até o período imperial. Narrativas com personagens e eventos inteiramente inventados foram desenvolvidas por meio do drama antigo e da Nova Comédia.
Uma estrutura comum entre as primeiras ficções é a de uma série de aventuras estranhas e fantásticas, nas quais os autores testam os limites da narrativa. Os contos milesianos foram um exemplo precoce da ficção escrita na Grécia e na Itália antigas. Com o tempo, personagens mais relacionáveis e cenários plausíveis passaram a ser enfatizados para melhor conectar-se com o público, incluindo elementos como romance, pirataria e cerimônias religiosas.
O romance heróico foi desenvolvido na Europa medieval, incorporando elementos associados à fantasia, incluindo aspectos sobrenaturais e a cavalaria. A estrutura do romance moderno foi desenvolvida por Miguel de Cervantes com Dom Quixote, no início do século XVII. O romance se tornou o meio primário da ficção nos séculos XVIII e XIX, muitas vezes associado a ideias do Iluminismo como empirismo e agnosticismo. O realismo foi desenvolvido como um estilo literário nesse período.
Novas formas de mídia de massa surgiram no final do século XIX e início do século XX, como revistas de ficção popular e os primeiros filmes. A ficção interativa foi desenvolvida no final do século XX por meio dos jogos eletrônicos.

## Elementos
Certos elementos básicos definem todas as obras narrativas, incluindo todas as obras de ficção narrativa. São eles: personagem, conflito, modo narrativo, enredo, cenário e tema. Personagens são os indivíduos dentro da história, conflitos são as tensões ou problemas que motivam os pensamentos e ações dos personagens, modos narrativos são as formas pelas quais a história é contada, enredos são a sequência de eventos, cenários são os locais e tempos em que a história se passa, e temas são as mensagens ou interpretações mais profundas que a obra deixa para o público refletir.

## Formatos

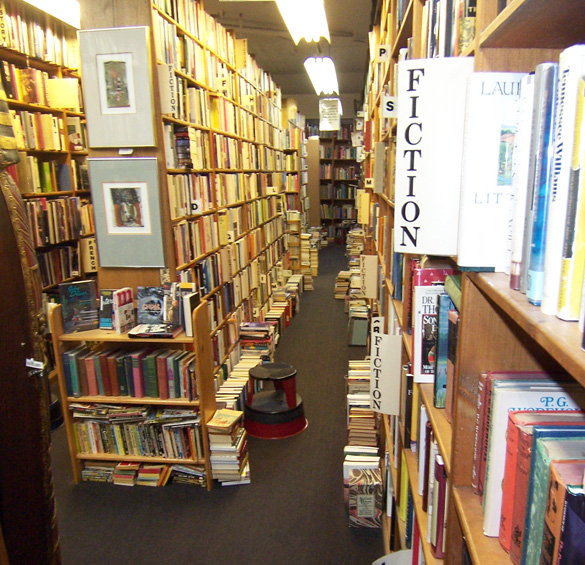
Seção de ficção em uma livraria

Tradicionalmente, a ficção inclui romances, contos, fábulas, lendas, mitos, contos de fadas, epopeias e poesia narrativa, peças teatrais (incluindo óperas, musicais, dramas, teatro de bonecos e dança teatral). No entanto, a ficção também pode abranger histórias em quadrinhos, muitos desenhos animados, animações em stop-motion, animes, mangás, filmes de ficção, jogos eletrônicos, programas de rádio, programas de televisão (como sitcoms e dramas televisivos), entre outros.
A Internet teve um impacto significativo na criação e distribuição da ficção, levantando questões sobre a viabilidade do direito autoral como meio de garantir royalties aos detentores dos direitos. Bibliotecas digitais como o Projeto Gutenberg tornaram textos em domínio público amplamente disponíveis. A combinação de computadores domésticos acessíveis, a Internet e a criatividade de seus usuários também levou ao surgimento de novas formas de ficção, como jogos eletrônicos interativos ou quadrinhos gerados por computador. Inúmeros fóruns de fan fiction estão disponíveis online, nos quais fãs de universos ficcionais específicos criam e compartilham histórias derivadas. A internet também é usada para o desenvolvimento de blogueficção, em que uma história é apresentada por meio de um blog como ficção curta ou em série, e de ficção colaborativa, onde diferentes autores contribuem sequencialmente com trechos da história ou a editam coletivamente em uma wiki.

## Escrita de ficção

### Ficção literária
A definição de ficção literária é controversa. Pode referir-se a qualquer obra de ficção em forma escrita. No entanto, outras definições incluem obras que:
- não se enquadram claramente em um gênero literário estabelecido (em contraste com a chamada ficção de gênero)
- são centradas nos personagens, e não na trama
- exploram a condição humana
- usam linguagem de forma experimental ou poética
- são consideradas arte séria[19]

O termo também é usado como sinônimo de literatura, no sentido estrito de escritos considerados uma forma de arte. Embora às vezes seja considerada superior à ficção de gênero, ambas não são mutuamente exclusivas, e autores renomados frequentemente utilizaram gêneros como ficção científica, romance policial, romance romântico, etc., para criar obras literárias.

### Ficção de gênero
Dependendo da definição adotada para ficção literária, a ficção de gênero pode ser considerada um subconjunto (ficção escrita que se enquadra em um gênero específico) ou seu oposto: um rótulo avaliatório usado para obras pertencentes à cultura popular, vistas como inferior à alta cultura em termos artísticos ou intelectuais. Em qualquer caso, a ficção costuma ser dividida em diversos gêneros: categorias que se diferenciam por um determinado tom ou estilo de escrita; por técnicas narrativas, arquétipos ou outros tropos; por conteúdo; ou por critérios definidos popularmente.
A ficção científica prevê ou supõe tecnologias que ainda não existem à época da obra: o romance de Jules Verne Da Terra à Lua foi publicado em 1865, mas apenas em 1969 os astronautas Neil Armstrong e Buzz Aldrin se tornaram os primeiros humanos a pousar na Lua.
A ficção histórica insere personagens imaginários em eventos históricos reais. No romance de 1814 Waverley, Sir Walter Scott faz seu personagem fictício Edward Waverley encontrar o histórico Bonnie Prince Charlie e participar da Batalha de Prestonpans. Algumas obras são reconstruções bastante livres de histórias verdadeiras. Um exemplo é The Things They Carried (1990), de Tim O'Brien, uma coletânea de contos sobre a Guerra do Vietnã.

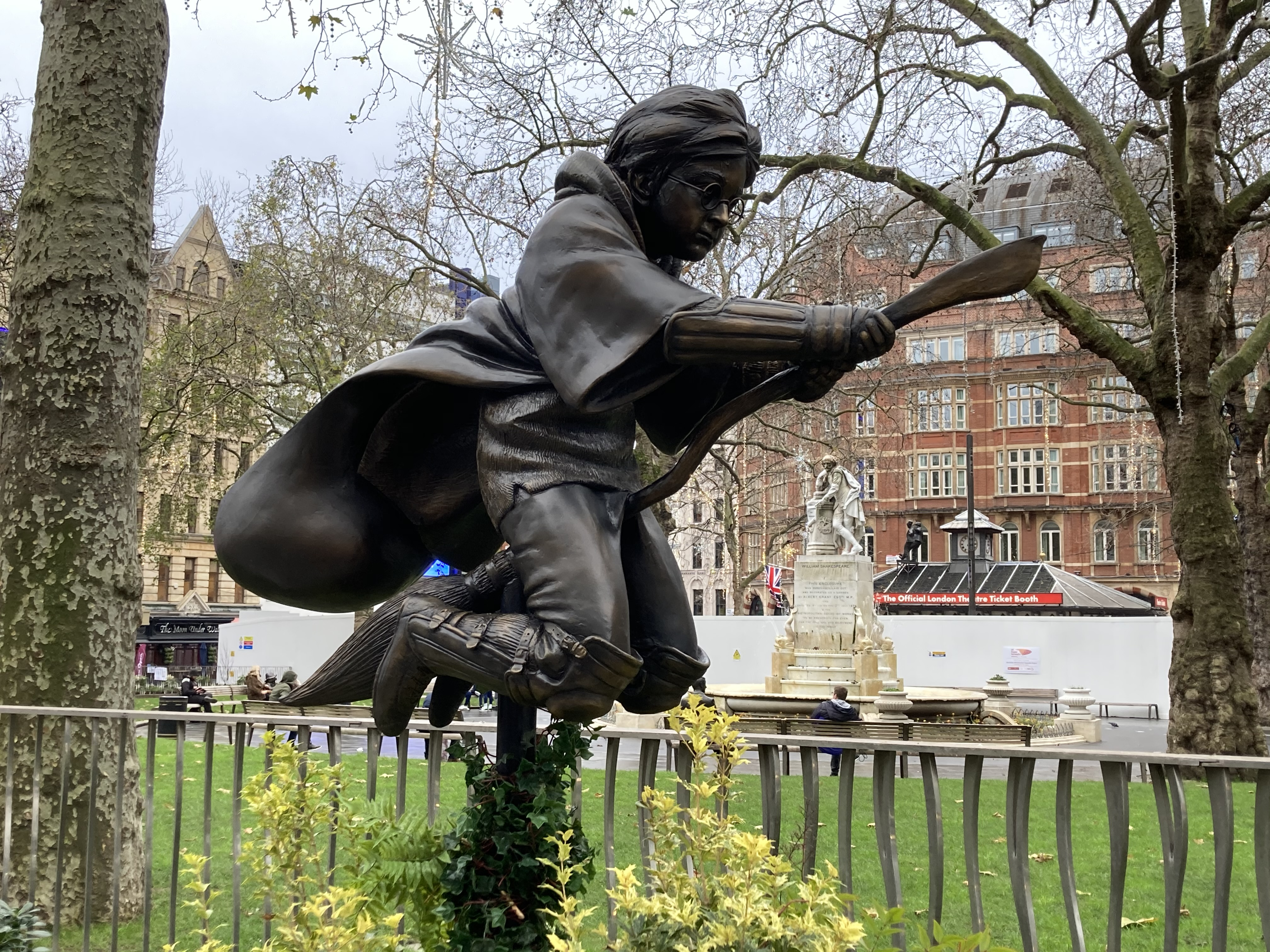
Estátua de Harry Potter na Leicester Square, em Londres

Obras que envolvem explicitamente elementos sobrenaturais, mágicos ou cientificamente impossíveis são geralmente classificadas como fantasia, como os romances Alice no País das Maravilhas, de Lewis Carroll (1865), O Senhor dos Anéis, de J. R. R. Tolkien, e a série Harry Potter, de J. K. Rowling. Criadores de fantasia muitas vezes introduzem criaturas imaginárias, como dragões e fadas.

### Tipos por extensão
Tipos de ficção escrita em prosa são diferenciados conforme a extensão:
- Conto: geralmente com menos de 7 500 palavras
- Novela: entre 17 500 e 40 000 palavras; exemplos incluem O Médico e o Monstro, de Robert Louis Stevenson (1886), e Coração das Trevas, de Joseph Conrad (1899)[23]
- Romance: 40 000 palavras ou mais

### Processo de escrita de ficção
A escrita de ficção é o processo pelo qual um autor ou criador desenvolve uma obra ficcional. Alguns elementos podem ser planejados com antecedência, enquanto outros surgem espontaneamente. Escritores de ficção adotam diferentes estilos e têm voz autoral própria ao criar suas histórias.

## Ficcionalização como conceito

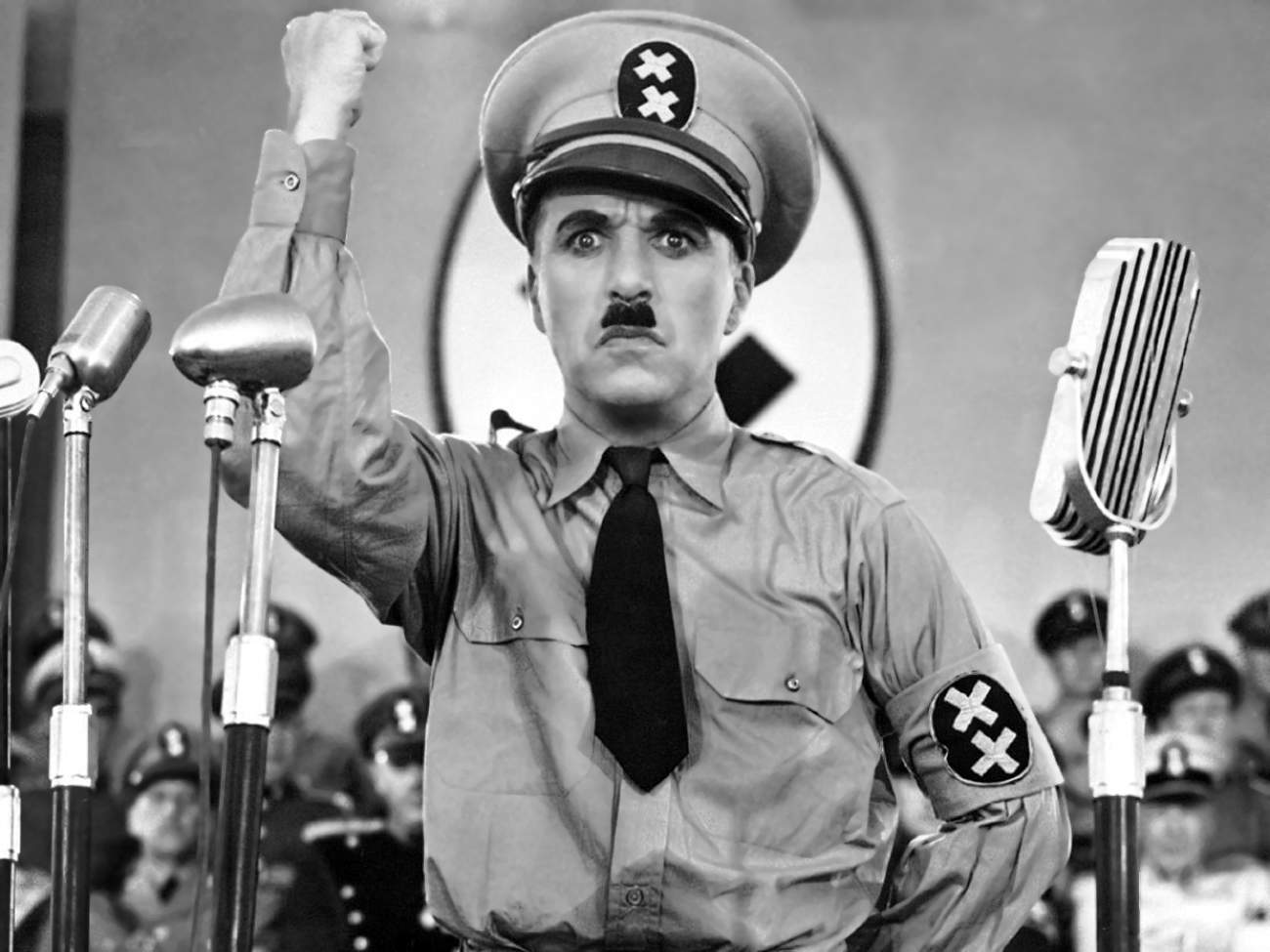
No filme satírico O Grande Ditador (1940), Charlie Chaplin interpreta o déspota excêntrico Adenoid Hynkel, paródia de Adolf Hitler

O uso de eventos ou indivíduos reais como inspiração direta para eventos ou personagens imaginários é conhecido como ficcionalização. O oposto — quando o mundo real ou fatos parecem influenciados por uma obra fictícia — é descrito pela expressão "vida imita a arte", associada ao escritor anglo-irlandês Oscar Wilde.
A transformação de fatos reais em formato fictício, por meio de dramatização, é uma forma específica de ficcionalização — especialmente em teatro, cinema e televisão. Segundo o Oxford Reference, uma obra assim possui "uma narrativa baseada parcial ou totalmente em fatos, mas escrita como se fosse ficção", e "filmes e dramas televisivos desse tipo costumam trazer o rótulo 'baseado em uma história real'." Em pesquisas acadêmicas, avaliar esse processo é parte dos estudos de mídia.
Exemplos notáveis de ficcionalização nas artes incluem retratações da Segunda Guerra Mundial na cultura popular e de figuras do nazismo, como Adolf Hitler na cultura popular e Retratações de Reinhard Heydrich. Por exemplo, o personagem de Chaplin em O Grande Ditador retrata Hitler como um tirano cômico e patético, satirizando o fascismo. Muitos vilões são inspirados em pessoas reais, mas com nomes, histórias e aparências fictícias.